# コンスタンティノス・ケンテリス
コンスタンティノス・ケンテリス（ギリシア語: Κωνσταντίνος Κεντέρης, 1973年7月11日 - ）は、ギリシャの陸上競技選手。2000年シドニーオリンピック男子200mの金メダリスト。
ケンテリスは、1999年の世界室内選手権、世界陸上選手権に出場するまでは主要国際大会に出場経験はなかった。しかも、出場した両大会では予選で敗退している。
2000年シドニーオリンピックでは、前回金メダリストのマイケル・ジョンソンや世界チャンピオンのモーリス・グリーンが参加していなかったこともあったが、このようなケンテリスの経歴からしての200mで決勝に残った事は多くの人から大変驚かれた。そしてケンテリスはイギリスのダレン・キャンベルやトリニダード・トバゴのアト・ボルドンらを下し、金メダルを獲得してしまったのである。
ケンテリスは2001年の世界陸上選手権でも優勝し、2002年にはヨーロッパ陸上選手権でも19秒85の自己ベストで優勝し、オリンピック、世界選手権、ヨーロッパ選手権の3冠を達成した。
2004年アテネオリンピックはケンテリスの母国で行われるオリンピックであり、金メダルの期待が寄せられていた。しかしながら、大会前になってケンテリスは同僚であるエカテリーニ・タヌーとともに事故でけがをしたからという理由で薬物検査を受けるのをすっぽかしてしまった。そのためドーピングのうわさが巻き起こり、ケンテリスとタヌーはIOCからの事情聴取を受け、処分が出る前に大会に出場しないと宣言した。ギリシャの公的な調査機関がこの事故を調査したところ、演技であった事が分かり、ケンテリスらのコーチは後に大量のステロイド剤等の薬物を保持していた事が明らかになった。

## 主な実績
| 年   | 大会                 | 場所                       | 種目 | 結果 | 記録   |
| ---- | -------------------- | -------------------------- | ---- | ---- | ------ |
| 2000 | オリンピック         | シドニー（オーストラリア） | 200m | 金   | 20秒09 |
| 2001 | 世界陸上選手権       | エドモントン（カナダ）     | 200m | 金   | 20秒04 |
| 2002 | ヨーロッパ陸上選手権 | ミュンヘン（ドイツ）       | 200m | 金   | 19秒85 |

## 自己ベスト
- 100m - 10秒15 (2001年6月23日)
- 200m - 19秒85 (2002年8月9日)
- 400m - 45秒60 (1998年7月27日)